# Аджиунти, Николо
Николо Аджиунти (итал. Niccolò Aggiunti; 6 декабря 1600, Сансеполькро, Тоскана — 6 декабря 1635, Пиза) — итальянский математик, физик, педагог, профессор Пизанского университета.

## Биография
Окончил университет Пизы. Ученик Бенедетто Кастелли.
В 1621 году получив научную степень по философии и юриспруденции, стал читать лекции в Пизанском университете. Был учителем великого герцога Тосканского Фердинандо II Медичи. В этот период, вероятно, встретил Галилео Галилея, став впоследствии одним из его любимых учеников, который воспользовался его помощью для перевода на латынь некоторых своих работ и писем, адресованных иностранным учёным, а затем остался с ним в постоянной переписке. Во время процесса над Галилеем не только оставался верен ему, но и вместе с другими помог избавиться от бумаг, которые могли ухудшить положение подсудимого.
С помощью Галилея в 1626 году был назначен заведующим кафедрой математики в университете Пизы.

## Научная деятельность
Внёс важный вклад в изучение физических явлений.
Переоткрыл явление капиллярности. Провёл систематические эксперименты по её изучению, проследив общие явления, такие как питание растений, различие в уровне и действии капилляров жидкости в двух сообщающихся трубках, одна из которых является капиллярной, подъем жидкости в кубиках сахара, губках, и т. д. Изучал изменения объема растворов при замерзании. В 1635 году обнаружил, что вода при замерзании не сжимается, а расширяется. Выполнил измерения сопротивления, которое вода оказывает на движение твёрдого тела в ней. Из его сочинений сохранилось только: De mathematicae laudibus, 1627 г.
Автор трактата о вибрирующих струнах.

## Память
В Сансеполькро, его родном городе, одна из главных улиц исторического центра носит имя учёного.